# Acide valonéique
L’acide valonéique est un constituant d'ellagitanins. 
C'est une molécule contenant un motif d'acide hexahydroxydiphénique lié à de l'acide gallique par une  liaison éther.
Il s'agit un isomère des acides nonahydroxytriphénique, tergallique et sanguisorbique.
On retrouve le motif dans la structure de la mallojaponine (1-O-Galloyl-2,4-élaeocarpusinoyl-3,6-(R)-valonéayl-béta-D-glucose), un ellagitannin de Mallotus japonicus.

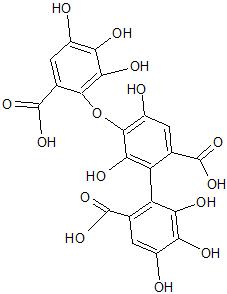
Structure de l'acide tergallique.
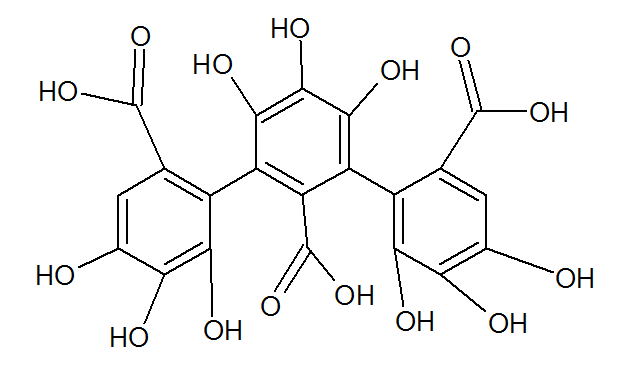
Structure de l'acide nonahydroxytriphénique.
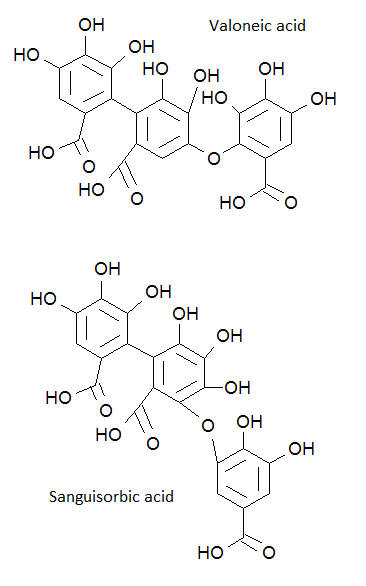
Comparaison des structures des acides sanguisorbique et valonéique.